# Seen Weyn
Seen Weyn (mogelijk ook: Sayn Weyn Ida Jabis, Daba-Handabo) is een dorp in het noorden van het district Alula, regio Bari, Somalië.
 Seen Weyn ligt in het deel van Somalië dat behoort tot de semi-autonome 'staat' Puntland. 

Seen Weyn ligt bij een gelijknamige bron in een beboste vallei in de oostelijke uitlopers van de Daralehe-bergrug (890 m), in de uiterste noordoosthoek van Somalië, slechts enkele kilometers landinwaarts van de uiterste punt van de Hoorn van Afrika (Kaap Gardafui), waar de wateren van de Indische Oceaan en de Golf van Aden elkaar ontmoeten.
 De bebouwing van het dorp strekt zich uit over de volle lengte van de vallei, ca. 4,5 km. Het dorp is feitelijk een langgerekte dadelpalm-oase; een van de belangrijkste van Puntland.; de verdere omgeving is buitengewoon kaal en woestijnachtig. Seen Weyn heeft geen lagere school.

Dorpen in de buurt zijn Seen Yar, Ceel-Laas, Olog en Tooxin. Het dichtstbijzijnde stadje is Bargal, ca. 55 km ten zuiden van Tooxin langs de kust.
Klimaat: Seen Weyn heeft een woestijnklimaat; er valt vrijwel geen neerslag, slechts ca. 42 mm per jaar met een klein 'piekje' in november van 20 mm, de helft van de jaarlijkse hoeveelheid. De gemiddelde jaartemperatuur bedraagt 26,2°C. De warmste maand is mei, gemiddeld 28,6°C; de koelste maand is februari, gemiddeld 24,2°C.